# Трехо, Марио Алехандро
Ма́рио Алеха́ндро Тре́хо Ка́стро (исп. Mario Alejandro Trejo Castro; 9 марта 1999, Аоме, Мексика) — мексиканский футболист, защитник клуба «Атлетико Морелия».

## Клубная карьера
Трехо — воспитанник клуба «Монаркас Морелия». 25 июля 2018 года в поединке Кубка Мексики против «Алебрихес де Оахака» Марио дебютировал за новую команду. 10 марта 2019 года в матче против УНАМ Пумас он дебютировал в мексиканской Примере.

## Международная карьера
В 2018 году в составе молодёжной сборной Мексики Трехо принял участие в Молодёжном кубке КОНКАКАФ. На турнире он сыграл в матчах против Сан-Мартин, Гренада и Панамы.
В 2019 году Трехо принял участие в молодёжном чемпионате мира в Польше. На турнире но сыграл в матче против команды Эквадора.

## Достижения
Международные
 Мексика (до 20)
- Молодёжный кубок КОНКАКАФ — 2018